# Histoire du salut
L'histoire du salut (Heilsgeschichte) est un concept de la théologie chrétienne qui met en exergue l'action salvatrice de Dieu dans le cours de l'histoire et donne à Jésus-Christ le rôle central dans la rédemption. Cette notion est proche de celle de Heilsökonomie (« économie du salut ») et se confond parfois avec elle.

### En langue française
- Oscar Cullmann, Le Salut dans l'histoire
- Karl Rahner, Petit dictionnaire de théologie catholique (En collaboration avec Herbert Vorgrimler), éditions du Seuil, 1970
- Karl Rahner, « Dieu Trinité, fondement transcendant de l'histoire du salut », in Mysterium salutis. Dogmatique de l'histoire du salut, tome IV, éditions du Cerf, 1971
- Karl Rahner, Traité fondamental de la foi, 1976 (tr. fr. 1983)
- Edward Schillebeeckx, L'Économie sacramentelle du salut, 1952 (tr. fr. Fribourg Academic Press, 2004)

### Autres langues
- Jörg Frey, Stefan Krauter, Hermann Lichtenberger (Hrsg.): Heil und Geschichte. Die Geschichtsbezogenheit des Heils und das Problem der Heilsgeschichte in der biblischen Tradition und in der theologischen Deutung (= Wissenschaftliche Untersuchungen zum Neuen Testament Bd. 248). Mohr Siebeck, Tübingen 2009
- Günter Lanczkowski u.a.: Geschichte / Geschichtsschreibung / Geschichtsphilosophie. In: Theologische Realenzyklopädie, Bd. 12, S. 565–698
- Karl Löwith: Weltgeschichte und Heilsgeschehen: Die theologischen Voraussetzungen der Geschichtsphilosophie
- Gerald O'Collins, Salvation for All : God's Other People, Oxford University Press, 2008
- Alfons Weiser u. a.: Heilsgeschichte. In: Lexikon für Theologie und Kirche, 3. Auflage, Bd. 4